# 石门水库 (伊通)
石门水库是中国吉林省四平市伊通满族自治县境内的一座水库，位于伊通河上，建于1971年。水库正常库容为1872万立方米，集雨面积为124平方千米，海拔为263.3米。